# 洛夫格羅夫角
洛夫格羅夫角（英語：Lovegrove Point），是南極洲的海岬，位於南奧克尼群島的西格尼島西部，處於埃克斯普雷斯灣入口處北部，由英國南極名稱諮詢委員命名，現時由南極條約體系管理。